# Решетниково (Гагарінський район)
Решетниково (рос. Решетниково) — присілок Гагарінського району Смоленської області Росії. Входить до складу Єльнинського сільського поселення.
Населення — 19 осіб (2007 рік). 